# Mostovské presypy
Mostovské presypy jsou přírodní památka v katastrálním území obce Mostová v okrese Galanta v Trnavském kraji. Území bylo vyhlášeno v roce 1973 a jeho rozloha je 3,07 hektaru. Předmětem ochrany jsou typické útvary nížiny, poslední útočiště pískomilné vegetace v zemědělsky využívané krajině.